# SvalRak
SvalRak (Svalbard Rakettskytefelt) je odpalovací základna pro sondážní rakety v blízkosti osady Ny-Ålesund na Špicberkách. Odpalovací zařízení je v provozu od roku 1997 a je vhodné pro start raket vybavených přístroji pro průzkum vyšších vrstev atmosféry a ideálním místem pro start raket používaných k výzkumu magnetického pole Země. SvalRak vlastní a provozuje Andøya Rocket Range. Náklady na zřízení základny byly 7,4 milionu norských korun. 20. listopadu 1997 v 17:30 odtud odstartovala první raketa ISBJØRN-1.